# Handschrift 51
Handschrift 51 is een vijftiende-eeuws manuscript met daarin de vier boeken van de De consensu IV Evangelistarum libri, oorspronkelijk geschreven door Sint Augustinus (Augustinus Aurelius) in ca. 400-405. Volgens het colofon aan het eind van het manuscript was Johannes Petri de Delff de kopiist, hij voltooide het werk op 9 april 1457. Het manuscript was oorspronkelijk in bezit van het Kartuizer Klooster Nieuwlicht te Utrecht. Tegenwoordig wordt HS. 51 bewaard in de Universiteitsbibliotheek Utrecht. Het is te citeren als: Universiteitsbibliotheek Utrecht HS. 51 (3 EG).

## Tekst en inhoud
De consensu IV Evangelistarum libri (letterlijk: ''Over de correspondentie tussen de evangelisten'' ) gaat over hoe de overwegingen van de vier evangelisten Matteus, Marcus, Lucas en Johannes in verhouding staan tot elkaar. Augustinus spreekt ieder die van mening is dat dat de evangeliën tegenstrijdigheden bevatten tegen, en beargumenteert dat elk ogenschijnlijk meningsverschil uiteindelijk past bij de overkoepelende intentie om verschillende aspecten van het wezen en het leven van Christus te laten zien. De tekst komt voor in verschillende manuscripten gedurende de middeleeuwen. Het oudste nog bestaande voorbeeld komt uit de 6e eeuw. De titel van het manuscript stamt van Augustinus zelf.

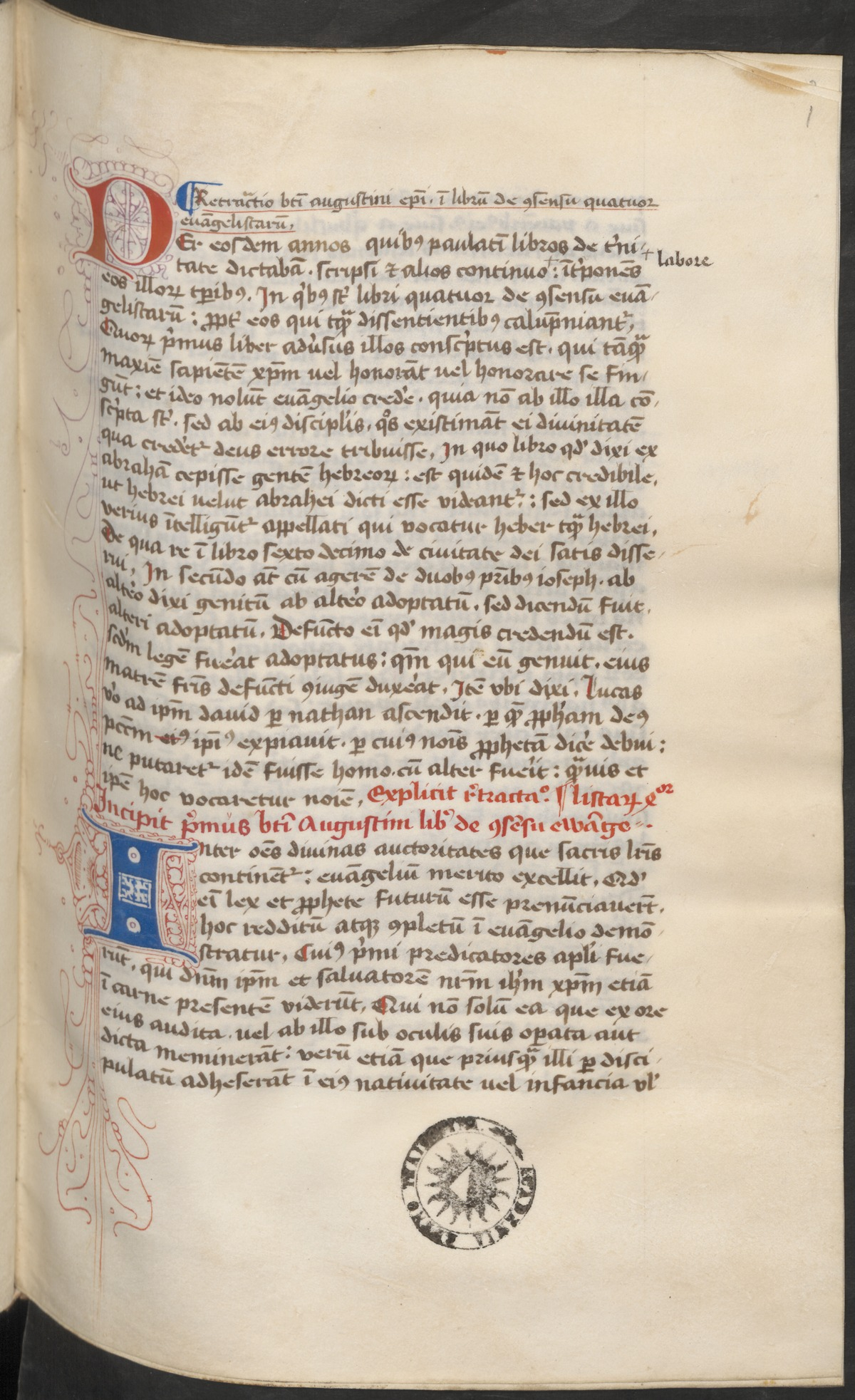
Fol. 1r

## Materiaal
Het manuscript bestaat uit 110 perkamenten bladen (folia) en vier schutbladen aan het begin en eind, waarvan twee een zachter oppervlak hebben. De tekst is onderverdeeld in vier boeken (liber) gemarkeerd door zowel kopteksten als incipit rubricaties, met ongeveer 30-40 regels per pagina. De initialen zijn in rode of blauwe inkt geschreven, de meest voorkomende kleurcombinatie in de gotische periode. Bij het begin van een nieuw boek vloeit het penwerk van de initialen de marges in, het is ook vervaardigd in rode of blauwe inkt. Bij boek 1 en 2 wordt dit in een paarse inkt gedaan (zie het kopje Decoratie). Verder bestaat het manuscript uit 10 katernen (zie Collatie in het Overzicht). Door de strakke bindwijze kunnen de katernen als zodanig niet onderscheiden worden, maar wel door de aanwezigheid van motto’s en soms door de verschillen in kwaliteit van het perkament dat werd gebruikt voor de katernen. Het werk is gebonden in eigentijds leer over houten platen met leren sloten.

## Schrift

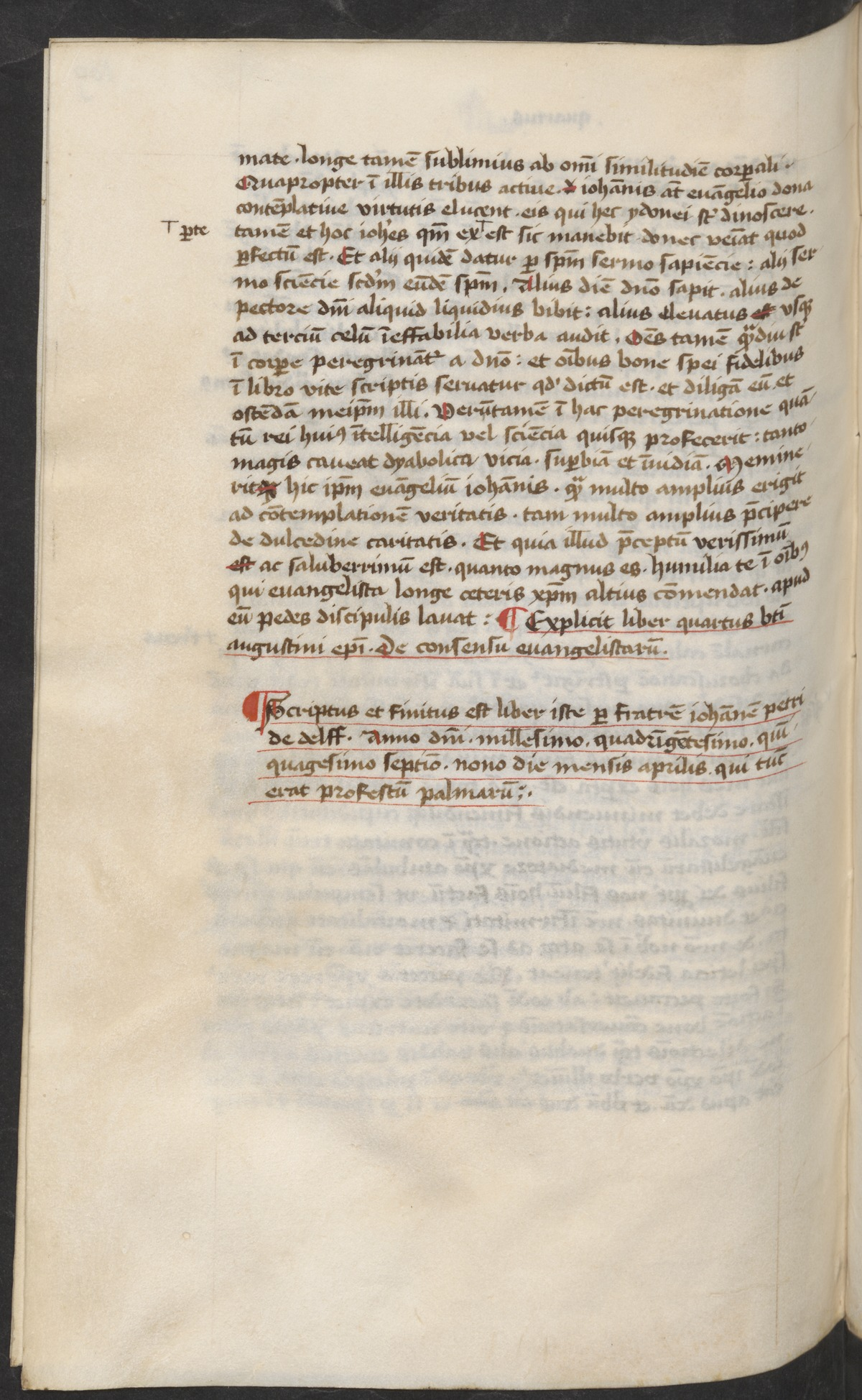
Fol. 109v (Colofon)

Het manuscript is geschreven in het gotisch schrift littera hybrida, waarschijnlijk in de subcategorie van de Nederlands Hybrida, een veelvoorkomende schriftsoort in kloosters van de 13e tot 15e eeuw. Het hybrida schrift is een mix van schrijfstijlen die kenmerken van zowel littera textualis als littera cursiva vertonen, met een lage «ɑ» (a), een f en «ſ»(s) onder de basislijn en geen vlaggen aan de stokken van de b, h, k of l.
De pagina’s bestaan uit één tekstblok (er zijn geen kolommen) en de buitenste marges zijn iets breder dan de binnenste. Liniëring met loodstift is op alle folia toegepast, maar prikking komt alleen voor op folia 47-48. Soms staan er correcties in de marges, vaak gemarkeerd met een paar overeenkomende symbolen (signe-de-renvoí), zoals gebruikelijk vanaf de 10e eeuw. Het meest gebruikte symbool in HS. 51 is een klein kruis, gevolgd door het gecorrigeerde of missende woord of de zin die ingevoegd moet worden.

## Colofon

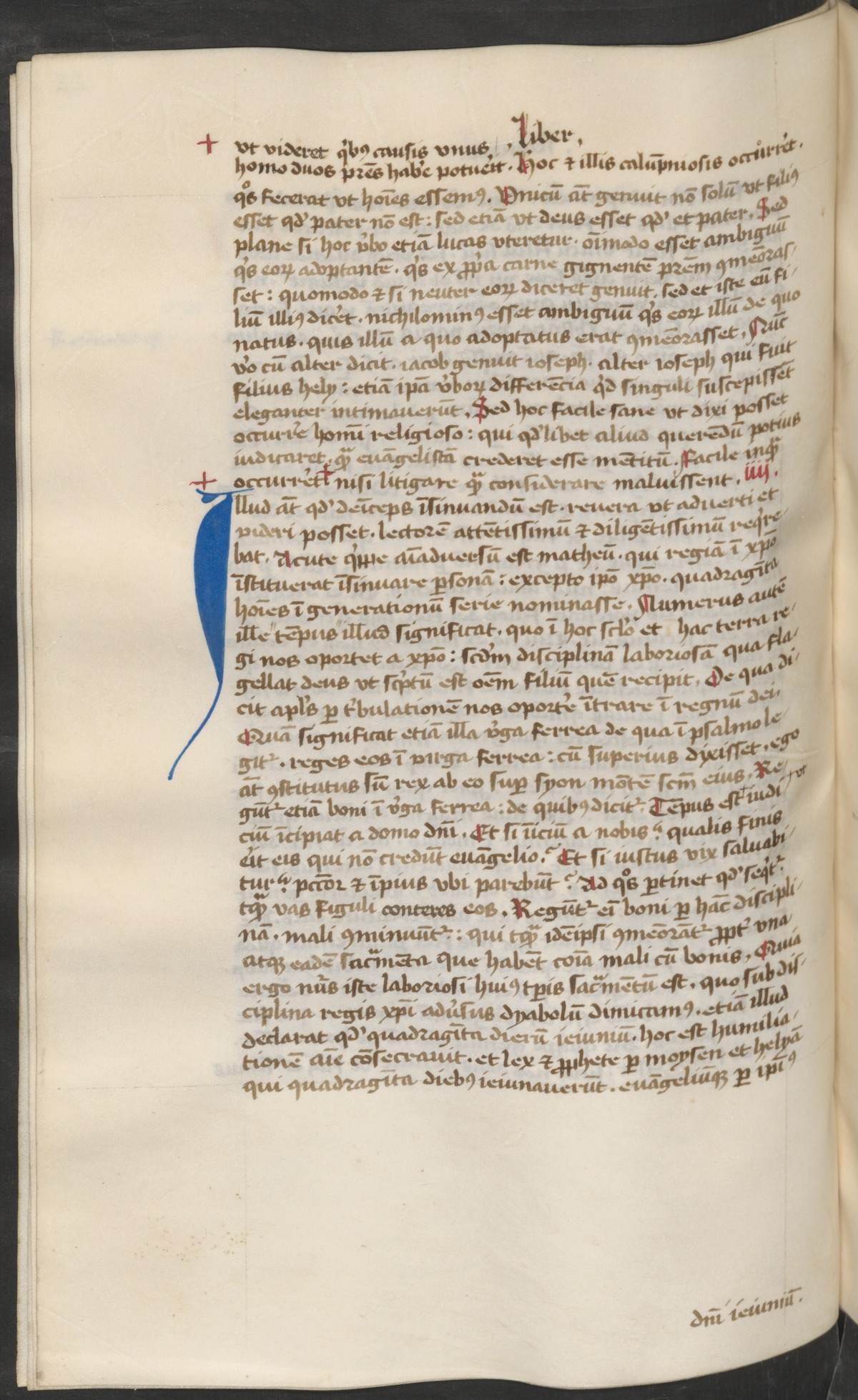
Fol. 22v

Op het laatste folio (109v) is een colofon aangebracht met daarin alle informatie over de kopiist en de voltooiing van het manuscript. 
«Scriptus et finitus est liber iste per fratrem johannem petri de delff. Anno domini millesimo. quadringentesimo. quinquagesimo septimo. nono die mensis aprilis. qui tunc erat profestum palmarum».
Een dergelijk colofon komt niet vaak voor, en kan beschouwd worden als het beste bewijs voor de herkomst van het manuscript.

## Decoratie
De decoratie van het manuscript bestaat uit initialen in rood of blauw, J-staven of baguette langs de tekstkolom, en initialen met penwerk aan het begin van een nieuw onderdeel (boek). De decoratie aan het begin van boek 1 (liber primus) op fol. 1r is het mooiste, bestaand uit paars en rood penwerk dat de twee intitalen op de pagina met elkaar verbindt, beide geschilderd in rode en blauwe inkt. In het paarse penwerk rond de rode initiaal is een gezicht dat van de letter af kijkt. Dit is de enige vorm van figuratieve decoratie in dit manuscrippt. Er is ook paars penwerk bij het begin van boek 2 (Liber secundus), maar daar loopt het niet uit in de marge. De initialen aan het begin van boek 3 (Liber tertius) en boek 4 (Liber quartus) zijn voorzien van rood penwerk.